# 和歌山県立粉河高等学校
和歌山県立粉河高等学校（わかやまけんりつ こかわこうとうがっこう）は、和歌山県紀の川市に所在する公立高等学校。旧制粉河中学校と粉河高等女学校を前身とする。

## 設置学科
- 全日制課程
  - 普通科
  - 理数科

## 沿革
- 1899年 - 旧制和歌山県立粉河中学校創設。
- 1913年 - 旧制和歌山県立粉河高等女学校創設。
- 1948年4月 - 県立粉河高等学校設置。（全日制普通科・別科）
- 1948年10月 - 定時制課程普通科を設置。（粉河・応神・荒川）
- 1950年4月 - 全日制課程に家政科を設置。
- 1954年3月 - 別科を廃止。
- 1971年4月 - 全日制課程に理数科を設置。
- 1973年1月 - 那賀郡内の定時制課程（応神・荒川分校、那賀高校）を粉河高校に統合。
- 1991年4月 - 全日制課程家政科の募集を停止。
- 2003年4月 - 「全日制課程」人文探究科を設置。
- 2009年4月 - 「全日制課程」人文探究科の生徒募集を停止。
- 2011年3月31日 - 「全日制課程」人文探究科を廃止。
- 2021年4月 - 定時制課程の募集を停止。
- 2023年3月 - 定時制課程閉課。閉課程式を実施。

## 所在地
- 〒649-6531 和歌山県紀の川市粉河4632

## アクセス
- JR和歌山線 粉河駅下車　徒歩約10分
- 和歌山バス那賀紀伊粉河線「粉河高校前」停留所下車　徒歩約3分

## 著名な出身者
- 岡潔 - 数学者
- 和田勇 - 積水ハウス元代表取締役会長兼CEO
- 岸本光造 - 政治家
- 清原邦一 - 検事総長
- 木村勉 - プロ野球選手
- 伊勢川真澄 - プロ野球選手
- 土橋修 - プロ野球選手
- 桂文福 - 落語家
- 堀戸けい - 漫画家